# 叉袋角

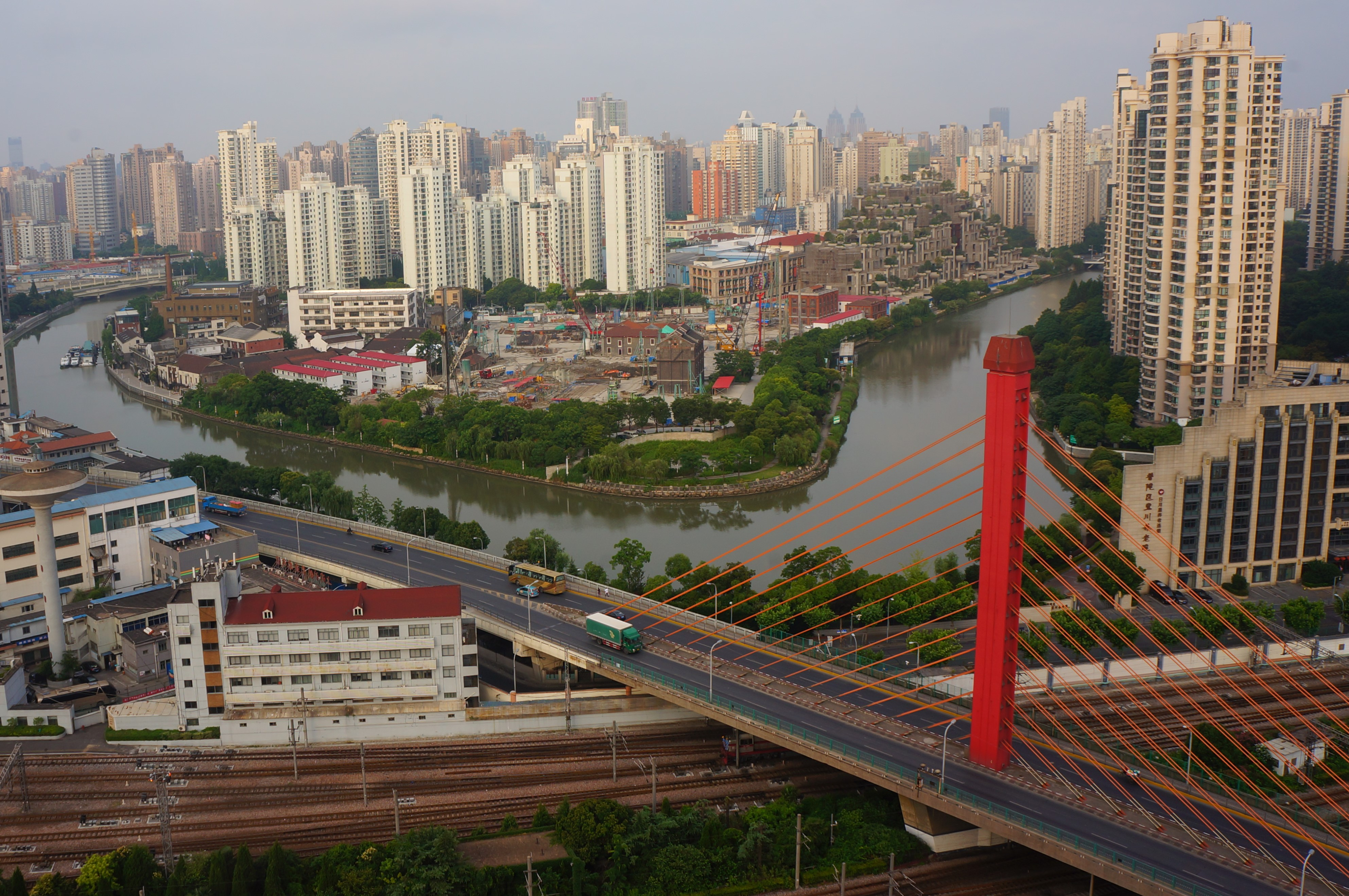
远眺叉袋角地区（2018年）

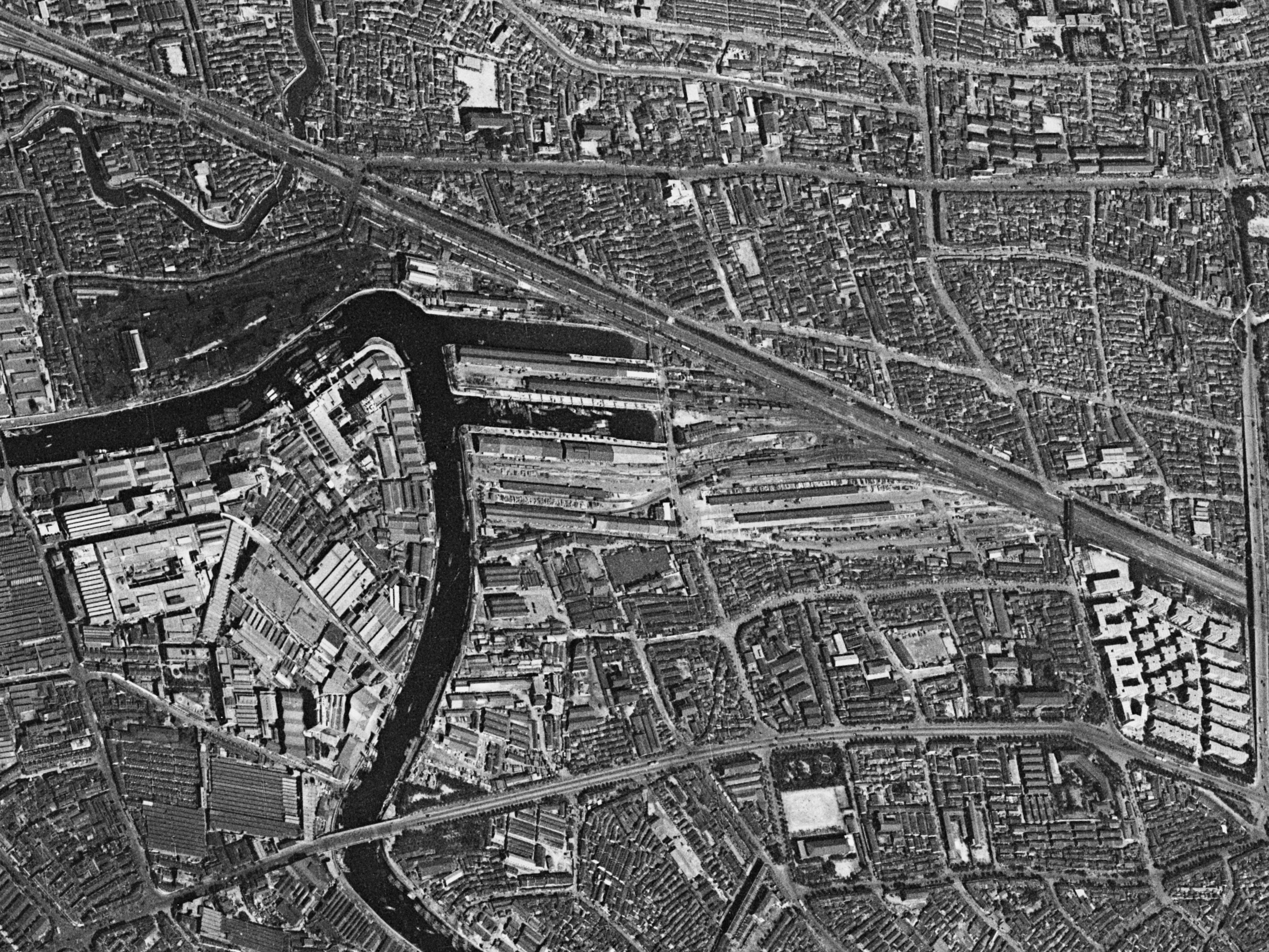
叉袋角附近铁路上海东货站及两湾一宅区域卫星图（1966年）

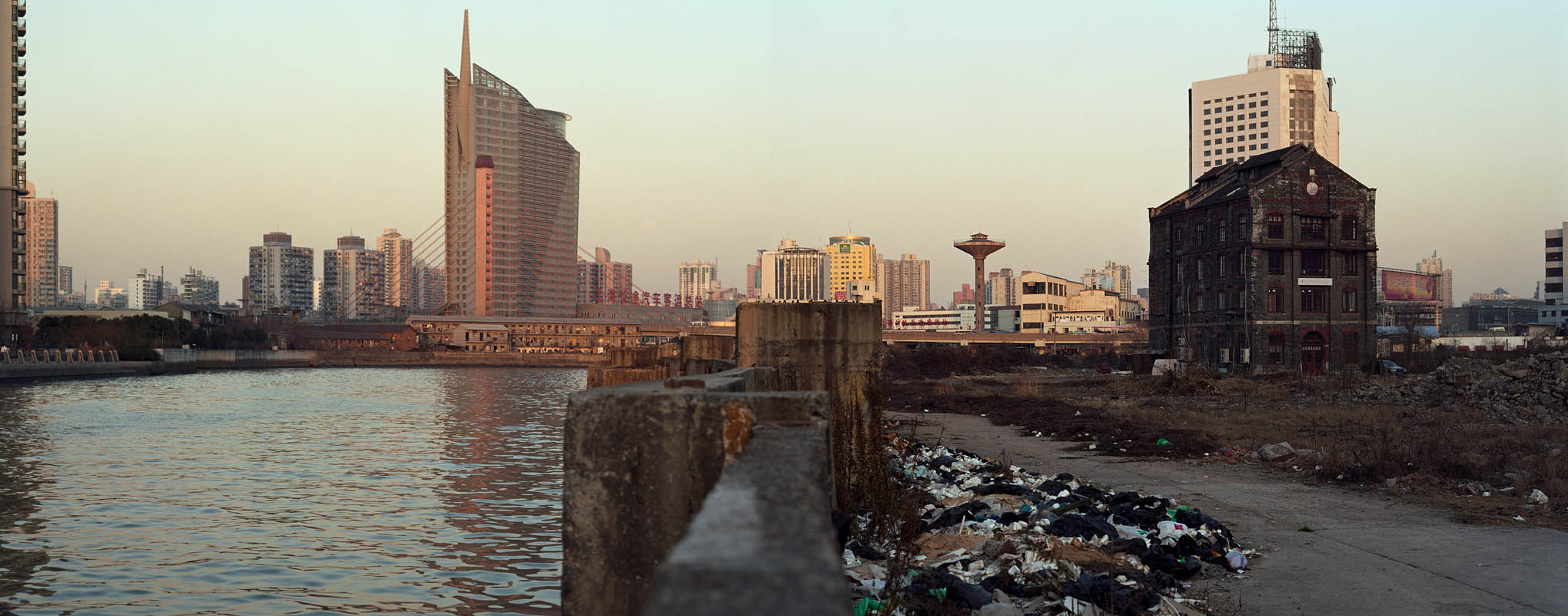
2008年拆迁中的莫干山路

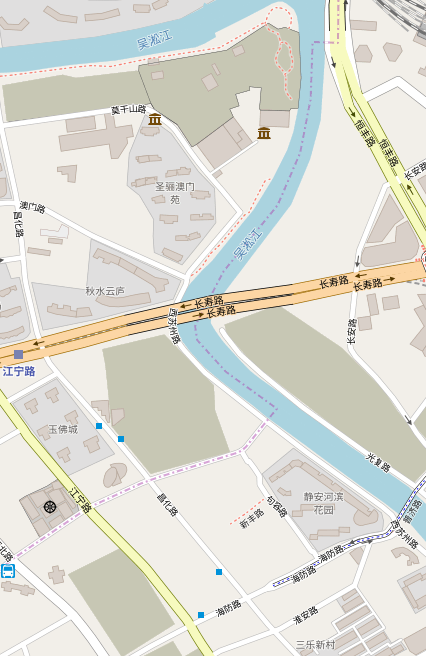
叉袋角区片图，叉袋角本身即图右上角的河湾。

叉袋角，又称沙袋角，系上海市市区北部一片区名，位于静安区北部海防路、淮安路、西苏州路交会处一带及普陀区莫干山路附近一带，因流经莫干山路附近处的苏州河形状凸出角状，类似叉袋这种上海一带常用的农具而得名。莫干山路以东河湾一带，后都被工厂占据，而叉袋角地名逐渐消失，惟安远路以南仍沿用此地名。

## 得名
《上海地名志》认为，此地因流经莫干山路附近处的苏州河形状凸出角状，类似叉袋这种上海一带常用的农具而得名。
但是，《法华乡志》则称此地为“沙袋角”。《普陀地名志》另记载一说：阜丰面粉厂兴建后，工人每日接触面粉袋、袋装面粉，两角叉开，形象河曲之角，乃将沙袋角改称为叉袋角。

## 地理形势
该地南北有吴淞江两大河曲，曲度分别为90度和60度，北部河曲为凸出的三角半岛状，南部河曲为凹进的河湾。此处是明代中叶，吴淞江下游改道宋家浜的转折处。

## 西岸
1896年，孙多森、孙多鑫在叉袋角创办阜丰面粉厂，是中国第一家机器制粉厂。1912年，无锡荣家二兄弟荣宗敬、荣德生也在相邻处创办福新面粉厂，二厂后并为阜丰福新面粉厂，即公私合营后的上海面粉厂。今面粉厂已经作为文物进行保护。
1937年10月26日，日军投弹闸北，但炸弹偏斜落入租界一侧麦根路，也就是叉袋角西岸，不巧击中一部16路电车。据有关资料称，当时死伤乘客30余人，司机186号和查票员62号二人都遭难。

## 东岸
1909年，为抵御租界渗透，两江总督张人骏上书：“上海北市地方市面日渐繁盛，汲水不便……”后获准，授权李平书筹办闸北水电公司。于是，购地16亩于上海火车站西叉袋角一带，1911年竣工、同年9月27日落成，向闸北华界供水供电。1913年因债务纠纷改为官办，易名江苏省闸北水电公司；后因管理不善，1924年复为商办，易名江苏省立闸北水电股份有限公司。是时，营业区域为东北沿黄浦江至张华浜，西南沿苏州河至陈家渡，东南至公共租界，西北至彭浦、江湾。一二八事变后，日军入侵上海，华界地区遭轰炸炮击，水、电厂部分被毁，后修复恢复供水供电，受嘉奖。八一三事变后，日军再次入侵上海，闸北华界又遭日军轰炸炮击，位于叉袋角公司水电厂全毁。

## 轮渡
当地曾设置渡口，称为通济路船渡（1927年前称叉袋角义渡），南岸位于西苏州河路217号，北岸为光复西路1231号（通济路口）。1927年，承办人获准正式营业。1937年抗日战争爆发被迫停航，战争胜利后复航。1956年5月1日以资产入股方式并入上海轮渡，改用钢质渡船、钢踏步，后于1984年因修筑防汛墙而停航撤销。